# Cây mẹ
Một cây mẹ là một loại cây được trồng với mục đích lấy cành giâm hoặc chồi mầm để phát triển số lượng nhiều hơn của cùng một cây.